# Harpon (1902)
Harpon – francuski niszczyciel z początku XX wieku typu Arquebuse. Nazwa oznacza harpun.
Podczas I wojny światowej służył na kanale La Manche (m.in. z "Javeline", "Sagaie, "Epieu"). Niszczyciel przetrwał wojnę. Został skreślony z listy floty 5 marca 1921 roku i sprzedany na złom 10 lipca 1922.